# Parti populaire ukrainien
Le Parti populaire ukrainien (en ukrainien : Українська Народна Партія - UNP) est un parti politique ukrainien.
Né de la scission du Roukh (Mouvement populaire d'Ukraine) en 1999, il s'appelle d'abord Mouvement populaire ukrainien (ROUKH, en ukrainien : РУХ (Український Народний Рух) avant de prendre son nom actuel en janvier 2003.
Son président est depuis 1999 Youriy Kostenko.
Depuis 2002, le parti était membre du Bloc Viktor Iouchtchenko « Notre Ukraine » à la Rada mais le 16 mars 2005, il a créé son propre groupe, fort de 24 membres, avec pour président Youriy Kostenko. 
Lors des élections parlementaires de 2006, Kostenko créa un bloc avec Ivan Pliouchtch qui n'eut aucun élu puis il se représenta en 2007 dans le bloc Notre Ukraine et fut réélu.
Le parti est donc de nouveau membre de Notre Ukraine.

## Résultats électoraux

### Élections locales
| Année | %    | Élus       | Rang |
| ----- | ---- | ---------- | ---- |
| 2020  | 0,07 | 30 / 42501 | 42e  |